# Атли Эдвальдссон
Атли Эдвальдссон (исл. Atli Eðvaldsson; 3 марта 1957[…], Рейкьявик — 2 сентября 2019, Рейкьявик) — исландский футболист эстонского происхождения, полузащитник. Впоследствии тренер.

## Карьера

### Валюр
Быстро закрепился в основе, став одним из лидеров клуба. В 1980 году покинул родину, уехав покорять Бундеслигу.

### ФРГ
Отыграв один сезон в дортмундской «Боруссии», перешёл в «Фортуну» из Дюссельдорфа, за которую выступал в течение 4 лет. С клубом «Байер 05» завоевал бронзу в сезоне 1985/86. В 1988 году перешёл в «ТуРУ», за который провёл 23 игры и забил 6 мячей. Всего в Бундеслиге сыграл 224 матча (59 мячей).

### Завершение карьеры
Проведя в составе «Генчлербирлиги» сезон 1989/90, вернулся в Исландию — в «Рейкьявик». Вместе с Петурссоном и Магнуссоном составил атакующую линию, благодаря которой «Рейкьявик» выиграл серебро в 1990 году.

## Достижения
- Чемпион Исландии: 1976, 1978
- Обладатель Кубка Исландии: 1974, 1976, 1977

## Семья
Его отец Эвальд Миксон был вратарем сборной Эстонии в 1934—1938 годах. После войны он иммигрировал в Исландию, жил под именем Эдвальда Хинрикссона. Старший брат Атли Йоуханнес Эдвальдссон также выступал за сборную Исландии, а дочь Сиф Атладоуттир играет за женскую национальную команду.